# Добриња (Модрича)
Добриња је насељено мјесто у општини Модрича, Република Српска, БиХ. Према попису становништва из 2013. у насељу је живјело 447 становника.

## Становништво
Према попису становништва из 1991. године, мјесто је имало 437 становника.
| Демографија | Демографија | Демографија |
| Година      | Становника  | Становника  |
| ----------- | ----------- | ----------- |
| 1948.       | 583         |             |
| 1953.       | 561         |             |
| 1961.       | 547         |             |
| 1971.       | 585         |             |
| 1981.       | 588         |             |
| 1991.       | 431         |             |
| 2013.       | 447         |             |